# Walter Ledermann
Walter Ledermann   (Berlín, 18 de març de 1911 - Londres, 22 de maig de 2009) va ser un matemàtic jueu alemany, emigrat a Gran Bretanya.
Ledermann era fill d'un metge de família jueva. Després de fer els estudis secundaris va ingressar a la universitat de Berlín per estudiar física i matemàtiques. En arribar els nazis al poder el 1933, va constatar que tenia poques possibilitats de tenir una carrera acadèmica a Alemanya i va aconseguir una beca del International Student Service per estudiar a la universitat de St Andrews a Escòcia, en la qual va obtenir el doctorat el 1936. Després de dos anys de professor a la universitat d'Edimburg, va ser professor a St Andrews des de 1938 fins a 1946. El 1946 va passar a la universitat de Manchester on va romandre fins al 1962 quan va estar finalment a la universitat de Sussex a Brighton, fins a la seva jubilació el 1978. El 1997, va deixar la seva casa a Brighton per anar a viure a Londres més a prop de la seva família i amics.
A part de les matemàtiques, a Ledermann li encantava la música. Amb altres matemàtics, van constituir el quartet matemàtic que amenitzava les reunions setmanals de la Societat Matemàtica d'Edimburg, tocant els dos quartets de piano de Mozart, amb els professors Robin Schlapp (cello), Alec Aitken (violí), William Edge (piano) i ell mateix a la viola.
Ledermann va publicar mitja dotzena de monografies i una quarantena d'articles. Els seus treballs més influents van ser sobre tot en els camps de la teoria de les matrius, teoria de la cohomologia, teoria de nombres i teoria de grups. A continuació es relacionen les seves monografies.
- Introduction to the theory of finite groups (1949)
- Complex Numbers (1959)
- Integral Calculus (1964)
- Multiple Integrals (1966)
- Introduction to Group Theory (1977)
- Introduction to Group Characters (1977)